# 1268
1268 (MCCLXVIII) var ett skottår som började en söndag i den julianska kalendern.

## Händelser

### April
- April – Den värmländske lagmannen Höld och hans hustru Margareta donerar tolv gårdar i sydöstra Värmland till Riseberga kloster. Eftersom det sker med kungens tillåtelse kan detta ses som att Värmland nu är en integrerad del av det svenska riket.

### November
- 29 november – När påven Clemens IV avlider kommer påvestolen att stå tom i nästan tre år, vilket är en av de längsta perioderna utan påve i historien.

### Okänt datum
- Det svenska marskämbetet omtalas för första gången. Marsken för högsta befälet i krig.
- Ett dominikanerkloster grundas i Strängnäs.
- Birger jarls bror Elof utfärdar ett brev där namnet Vadstena, Vastenis, omtalas för första gången. Namnet, som antyder en stenbyggnad, bör tyda på att kungapalatset på platsen är uppfört tidigare.
- Antiokia erövras av Egyptens sultan.

## Födda
- Någon gång mellan april och juni – Filip IV, kung av Frankrike 1285–1314.
- Erik Prästhatare, kung av Norge 1280–1299.

## Avlidna
- 29 oktober – Konradin, kung av Jerusalem och Sicilien (avrättad).
- 29 november – Clemens IV, född Gui Faucoi, påve sedan 1265.
- Agnes I av Faucigny, fransk vasall.